# Giuseppe Baretti

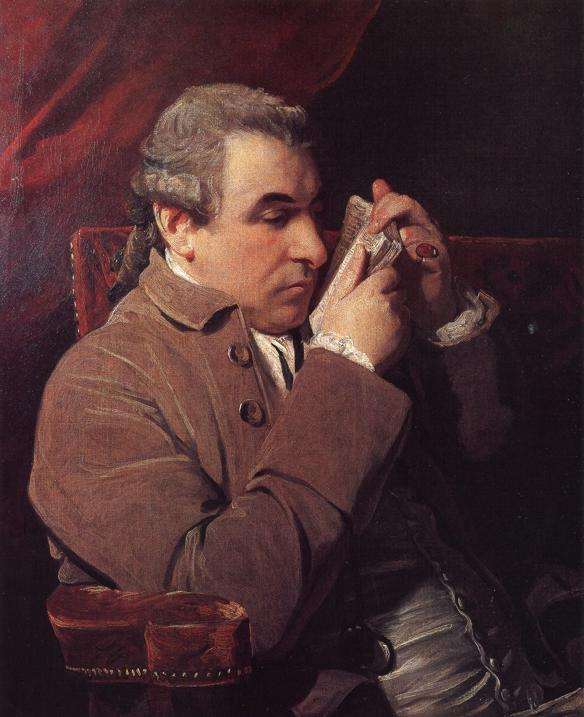
Giuseppe Baretti.

Giuseppe Marco Antonio Baretti, född 24 april 1719, död 5 maj 1789, var en italiensk författare och en av upplysningstidens främsta litteraturkritiker. 
Mellan 1763 och 1765 gav han ut tidskriften La Frusta Letteraria ("Den litterära kritiken"). Barettis kritik väckte sådan förbittring i litterära kretsar, att han tvingades lämna Italien och slå sig ned i England. Här utgav han bland annat en engelsk-italiensk och en spansk-italiensk ordbok, och en beskrivning över italienska seder och bruk. Han skrev även avhandlingar om Shakespeare och Voltaire. Han skrev på engelska och franska. 
Hans samlade verk utgavs 1838-39.